# Satair
Satair A/S, der blev grundlagt i 1957, er blandt verdens førende distributører af reservedele i fly med cirka 400 ansatte og hovedkontor i Kastrup. Satair havde i 2008/09 en omsætning på 400 mio. USD.
Virksomheden har afdelinger i USA, England, Frankrig, Singapore, Kina, Malaysia, Japan, Sydkorea og Dubai.

## Konkurrenter
- Leki Aviation A/S
- A J Walter Aviation
- Ansett Aircraft
- Aviall